# 远东芨芨草
远东芨芨草（学名：Achnatherum extremiorientale），为禾本科芨芨草属下的一个植物种。